# 2 World Trade Center
2 World Trade Center (wcześniej pod nazwą 200 Greenwich Street) – wieżowiec, który ma powstać w nowojorskiej dzielnicy Lower Manhattan. Będzie jednym z biurowców nowego kompleksu World Trade Center, zbudowanego w miejscu zniszczonych wież WTC w zamachu z 11 września 2001. 
Został oryginalnie zaprojektowany przez biuro architektoniczne Normana Fostera. Drapacz chmur miał być wysoki na 382 metry i zwieńczony czterema oddzielnymi oświetlonymi dachami w kształcie rombu. Budynek był później wielokrotnie przeprojektowywany.
Jego budowa rozpoczęła się w 2008 roku, a W 2013 roku ukończono fundamenty wieżowca. Budowa została jednak wstrzymana, gdyż Larry Silverstein (deweloper kompleksu) nie mógł znaleźć najemców, co blokowało potencjalny zysk z inwestycji. W 2019 roku ukończenie budowy było planowane na lata 2022 - 2023, ale w rzeczywistości wieżowiec był jeszcze w fazie planów we wrześniu 2024.